# Махмудов, Мустафа Гаджи Муса оглы
Мустафа Гаджи Муса оглы Махмудов (азерб. Mustafa Hacı Musa oğlu Mahmudov; 1878, Кюрдамир — 20 декабря 1937, Баку) — азербайджанский педагог, депутат Государственной думы II созыва от Бакинской губернии, секретарь Национального совета Азербайджана.

## Биография

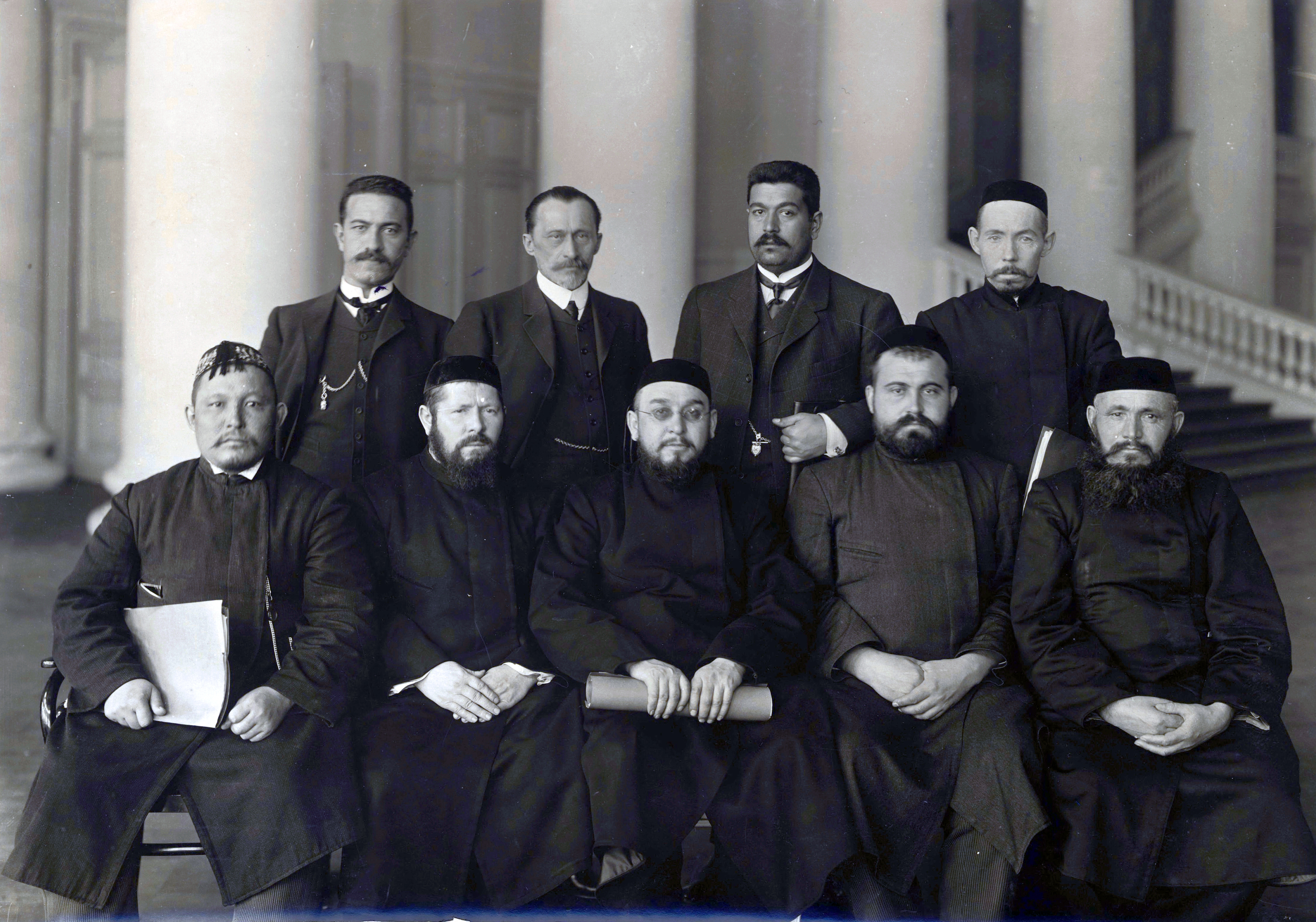
Группа депутатов Мусульманской фракции II Государственной Думы. Стоят: Махмудов М., Тевкелев К., Зейналов З., Бадамшин Г.; сидят: Кощегулов Ш., Хасанов М., Усманов Х., Атласов Х., Мусин Г.

Мустафа Махмудов родился в 1878 году в селе Кюрдамир Геокчайского уезда Бакинской губернии (ныне — город, административный центр Кюрдамирского района Азербайджана). Окончил Закавказскую учительскую семинарию в Гори. После окончания семинарии работал в русско-татарской (азербайджанской) школе № 1 города Баку сначала учителем, а затем — директором. Таким образом, Махмудов был директором первой русско-азербайджанской школы в Баку. По политическим взглядам был близок к кадетам
В 1907 году был избран депутатом Государственной думы II созыва Российской империи от Бакинской губернии, вошёл во мусульманскую фракцию. Член комиссии по народному образованию и о помощи безработным. Многократно выступал с думской трибуны по вопросам об отмене военно-полевых судов, об избрании Комиссии по народному образованию, по аграрному вопросу, о Наказе. По мнению современного историка Д. М. Усмановой  выступления депутата Махмудова не привлекли внимания аудитории из-за отсутствия у него ораторских способностей.
Поле роспуска Думы вернулся к педагогической деятельности.
В 1917 году Мустафа Махмудов стал левым мусаватистом.
В конце 1917 года был избран во Всероссийское учредительное собрание в Закавказском избирательном округе по списку № 10 (Мусульманский национальный комитет и Мусават). Весной 1918 член Закавказского сейма в качестве представителя партии «Мусават».
В 1918—1919 гг. — секретарь Национального совета Азербайджана. Также Махмудов был членом Парламента Азербайджанской Демократической Республики Входил во фракцию «Мусават и безпартийные».
После установления в Баку Советской власти Махмудов работал в школе № 132 города Баку. 23 ноября 1937 года Махмудов был арестован, а 20 декабря этого же года — расстрелян.
У Мустафы Махмудова была дочь по имени Сафура-ханым.